# ليا إيمبر
ليا إيمبر (17 مارس 1914 - 23 سبتمبر 1981) طبيبة أطفال.
ولدت إيمبر في أوديسا أوكرانيا في 17 مارس من عام 1914 وتوفيت بسبب السرطان في كاراكاس فنزويلا في 23 سبتمبر من عام 1981. كانت نائبة رئيس طبيب أطفال بارزة في اليونيسف، وأول امرأة في فنزويلا تحصل على درجة دكتوراه في الطب. وكذلك أول سيدة عضو في مجلس إدارة كلية الطب في المقاطعة الفيدرالية.
غادر والداها إيمبر وآنا بارو من سوروكا مولدوفا مع ليا التي كانت تبلغ من العمر 16 عامًا في ذلك الوقت وشقيقتها صوفيا للهجرة إلى فنزويلا. تخرجت من الجامعة المركزية في فنزويلا وحصلت على درجة الدكتوراه في العلوم الطبية عام 1936. كانت واحدة من مؤسسي الجمعية الفنزويلية لرعاية الأطفال وطب الأطفال، وشغلت منصب أمين صندوق مجلس إدارتها الأول (من عام 1939 حتى عام 1941) ثم كرئيسة لها (من عام 1949 حتى عام 1951). عملت في مستشفى الأطفال التابع لبلدية د. خوسيه مانويل دي لوس ريوس كمقيمة، ثم نائبة ورئيسة للطب الباطني ثم كرئيسة للخدمة في عام 1954. عملت أيضًا كمديرة للعيادة الأولى للصحة العقلية للأطفال التابعة لوزارة الصحة والرعاية (من 1956 حتى 1958)، ورئيسة الرابطة الفنزويلية للصحة العقلية (من 1972 حتى 1976)، وقد أسست رابطة الصحة العقلية في عام 1941. لديها طفلان ماريا إلينا وفرناندو كورونيل.